# Sinibrama longianalis
Sinibrama longianalis és una espècie de peix cipriniforme de la família dels ciprínids.

## Morfologia
Els mascles poden assolir els 17,2 cm de longitud total.

## Distribució geogràfica
Es troba a la conca del riu Iang-Tsé a Guizhou (Xina).